# Бородіно (Джанкойський район)
Бородіно́ (крим. Borodino, до 1948 року Миха́йлівка, крим. Mıhaylivka) — село в Джанкойському районі Автономної Республіки Крим. Розташоване на сході району, входить до складу Просторненської сільської ради. Населення — 687 осіб за переписом 2001 року.

## Географія
Бородіно — село у степовому Криму, майже на межі Джанкойського району з Білогірським. Село розташоване на правому березі колишнього струмка, перетвореного нині на колектор Північно-Кримського каналу. Висота над рівнем моря — 7 м. На північному сході село примикає до центру сільради — села Просторне, на південному заході на західному березі струмка розташоване село Світле Світлівської сільради. Відстань до райцентру — близько 30 кілометрів, найближча залізнична станція — Азовська (на лінії Джанкой — Феодосія) — близько 9 км.

## Історія
Відомостей про існування села до початку 1920-х років немає. Але згідно зі «Списком населенних пунктів Кримської АРСР за Всесоюзним переписом 17 грудня 1926 року», село (тоді ще Михайлівка) вже входило до складу скасованої до 1940 року Антонівської сільради Джанкойського району Кримської АСРР. Після утворення у 1935 році Колайского району (1944-го перейменований у Азовський) село увійшло до його складу.
18 травня 1948 року указом Президії Верховної Ради РРФСР Михайлівка була перейменована на село Бородіно. У грудні 1962 року указом Президії Верховної Ради УРСР Азовський район був скасований і Бородіно увійшло до Джанкойського району.
У 2023 році у проєкті Постанови Верховної Ради України «Про перейменування деяких населених пунктів Автономної Республіки Крим» село запропоновано перейменувати на село Михайлівка.